# 吳珏
吳珏（1445年—？），字孟璋，浙江台州府臨海縣人，民籍，明朝政治人物。同進士出身。

## 生平
早年出身國子生，进浙江鄉試第十四名。成化十一年（1475年）乙未科會試第三百名，殿試登進士第三甲第一百一十四名。弘治十五年（1502年）任江西贛州府知府。官至夔州知府。著有《夔門集》、《怡泉集》、《牧民心鉴》等。

## 家族
曾祖父吳伯安。祖父吳永福。父亲吳敏瀾。